# Josiah Whitney
Josiah Dwight Whitney (ur. 23 listopada 1819 w Northampton zm. 15 sierpnia 1896 na jez. Sunapee) — amerykański geolog, profesor tej dziedziny na Harvardzie (od roku 1865) oraz dyrektor Kalifornijskiego Biura Badań Geologicznych (ang.: California Geological Survey) (w latach 1860–1874).

## Życiorys
Jego imieniem została nazwana najwyższa góra w Kalifornii - Mount Whitney (w dosłownym tłumaczeniu Góra Whitneya).
Był też bratem znanego lingwisty i filologa: Williama Dwighta Whitneya (1827–1894).